# تيزروتين
تيزروتين (أو ثزروثين بالأمازيغية) تعني الأحجار مؤنثة هذه الكلمة. ويطلق هذا الاسم على قرية توجد بالمغرب الاقصى في منطقة الريف بضواحي أكنول عمالة تازة. سكانها أمازيغ يعيشون فيها مند آلاف السنين.

## موقعها
توجد على سفح جبل يسمى جبل الكاز تقع في الوسط بين أكنول ومزكيتام. تتوفر هذه القرية على أماكن يمكن أن تجلب السياحة الجبلية، وعلى أماكن تركها المستعمر الفرنسي. كما يوجد بها النفط. 